# ¡Uno!
《¡Uno!》는 미국의 펑크 록 밴드 그린 데이의 아홉 번째 정규 음반이다. 2012년 9월 21일 리프리즈 레코드를 통해 발매되었으며, 2012년 9월부터 12월까지 발매될 《¡Uno!》, 《¡Dos!》, 《¡Tré!》 정규 음반 시리즈 삼부작 가운데 첫 번째 음반이다. 그린 데이는 2012년 2월부터 6월까지 오클랜드의 징글타운 스튜디오에서 음반을 녹음하였다.

## 수록곡
| #   | 제목                  | 재생 시간 |
| --- | --------------------- | --------- |
| 1.  | 〈"Nuclear Family"〉  | 3:03      |
| 2.  | 〈"Stay the Night"〉  | 4:36      |
| 3.  | 〈"Carpe Diem"〉      | 3:03      |
| 4.  | 〈"Let Yourself Go"〉 | 2:57      |
| 5.  | 〈"Kill the DJ"〉     | 3:41      |
| 6.  | 〈"Fell for You"〉    | 3:08      |
| 7.  | 〈"Loss of Control"〉 | 3:07      |
| 8.  | 〈"Troublemaker"〉    | 2:45      |
| 9.  | 〈"Angel Blue"〉      | 2:46      |
| 10. | 〈"Sweet 16"〉        | 3:03      |
| 11. | 〈"Rusty James"〉     | 4:09      |
| 12. | 〈"Oh Love"〉         | 5:03      |